# Løiten Brænderi (localitate)
Løiten Brænderi este o localitate din comuna Løten, provincia Hedmark, Norvegia, cu o suprafață de 0,68 km² și o populație de 704 locuitori (2013).